# Kernel panic
Kernel panic (anglicky znamená doslova „jaderná panika“) je chybové hlášení jádra operačního systému rozšířené na operačních systémech unixového typu. Je vypisováno při kritických chybách, kdy je nejbezpečnějším postupem okamžité zastavení systému (s případným výpisem operační paměti do vnější paměti) a čekání na lidskou obsluhu.

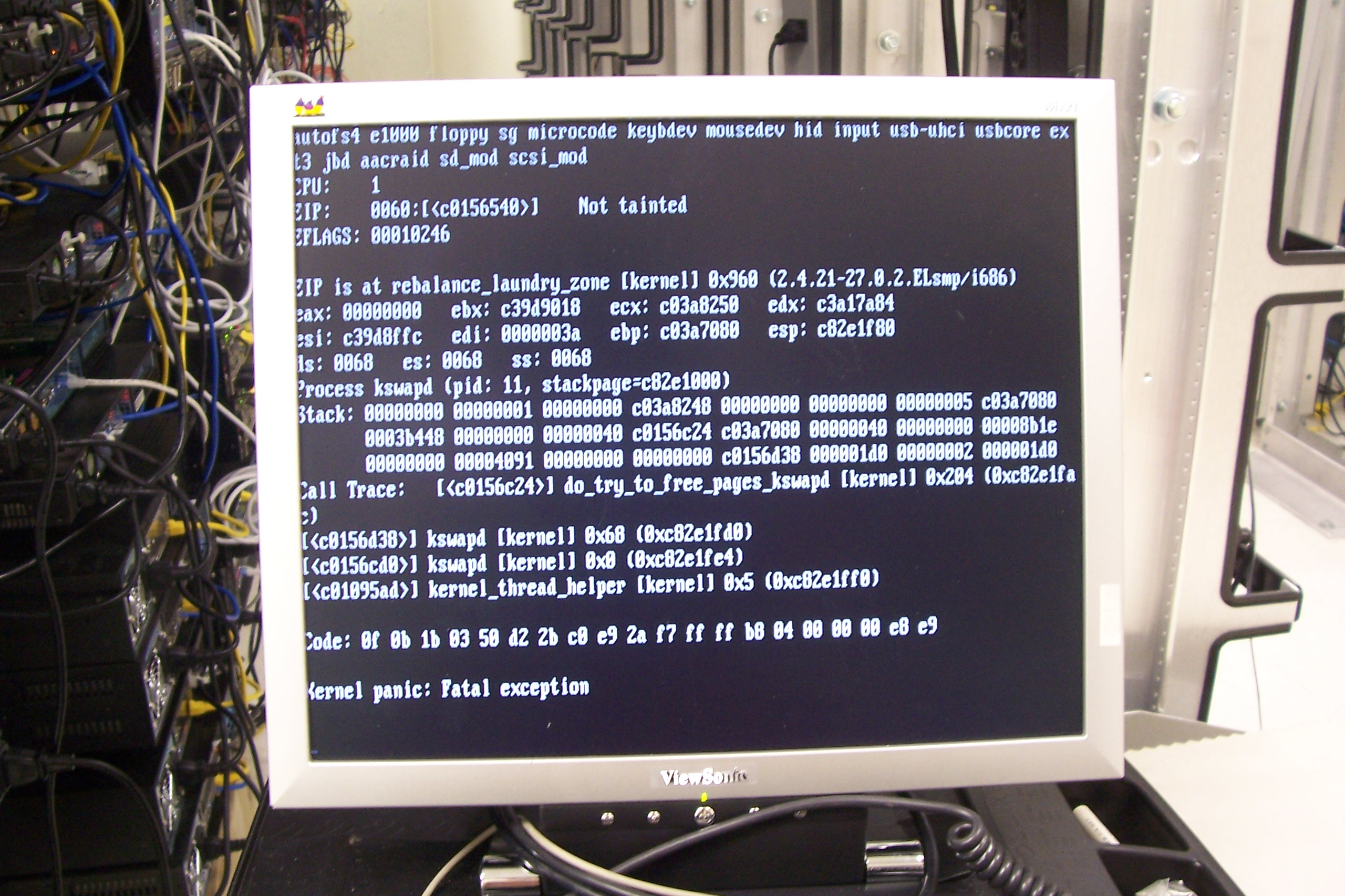
Příklad výpisu kernel panic

Na Linuxu je kernel panic vysoce kritická chyba, vážnější než „vážná chyba“ oops. Pomocí /proc/sys/kernel/panic v procfs je možné u Linuxu nastavit po kernel panic automatický restart s časovou prodlevou. Stejné nastavení lze realizovat i přes sysctl.
V roce 2019 se objevila iniciativa udělat na Linuxu patřičné chybové hlášení vzhledově podobné tomu na systémech z rodiny Microsoft Windows, kde je odpovídajícím mechanismem modrá obrazovka smrti, přičemž na Linuxu se také uvažovalo o výpisu chyby QR kódem.